# Eringsboda

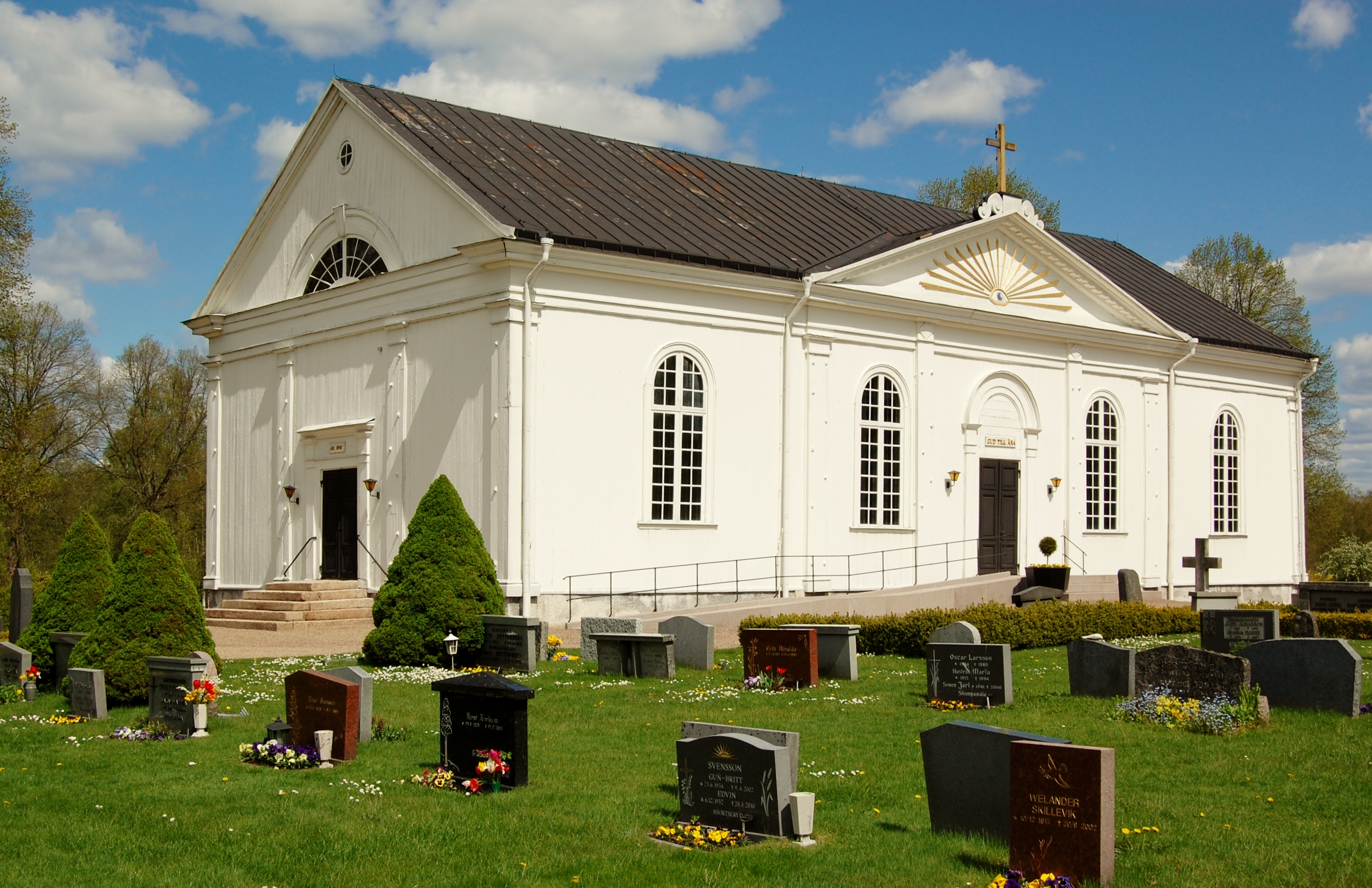

Eringsboda is een plaats in de gemeente Ronneby in het landschap Blekinge en de provincie Blekinge län in Zweden. De plaats heeft 340 inwoners (2005) en een oppervlakte van 65 hectare.
De plaats ligt in een bosrijke omgeving vlak bij de grens met Småland, de houtindustrie en de landbouw zijn de belangrijkste werkgevers in de plaats. Veel mensen die Eringsboda wonen werken in Ronneby en Karlskrona.
In Eringsboda ligt de tuin Blomstergården, die bezocht kan worden. In de buurt van deze tuin ligt een camping.

## Verkeer en vervoer
Bij de plaats loopt de Länsväg 122.